# Dan Smith
Dan Smith (Londres, 14 de julho de 1986) é um cantor, compositor, músico e produtor britânico. É o vocalista e fundador do grupo musical de indie rock Bastille, cuja formação se concretizou em 2010 e conquistou popularidade em massa com o single "Pompeii" em 2013.

## Carreira solo
Aos quinze anos, Smith começou a escrever letras de músicas e, com seu piano e teclado, apresentava-as secretamente para seus amigos e familiares. Apesar de guardar o segredo de que compôs diversas canções, mas sem nenhuma repercussão, um amigo escolar descobriu e o inscreveu em uma competição local, cujo prêmio seria a gravação e produção de uma música em um estúdio profissional e a realização de um show. Dan Smith aceitou participar e conseguiu gravar várias canções, incluindo "Alchemy", "Words Are Words" e "Irreverence". Ele não alcançou um sucesso satisfatório em sua carreira solo, todavia continuou escrevendo, até que seu amigo de quarto, Ralph Pelleymounter, da atual banda To Kill a King, decidiu formar um projeto chamado "Annie Oakley Hanging", formando uma dupla, a qual também não conseguiu repercussão.
Após finalizar seus estudos, Smith retornou a Londres onde continuou perseguindo sua carreira solo. Depois de receber um folhetim, sua mãe ligou para o músico Chris 'Woody' Wood, que ficou observando seus trabalhos estudantis. Smith quis conhecê-lo, e entraram em um consenso para formar uma banda. Portanto, Dan Smith e Chris Wood decidiram iniciar esse trabalho, e se uniram a Kyle Simmons e Will Farquarson.

## Discografia
| Ano  | Artista              | Álbum                               | Música                                 | Composição em colaboração |
| ---- | -------------------- | ----------------------------------- | -------------------------------------- | --- |
| 2010 | Gabriella Cilmi      | Ten                                 | "Robots"                               | Gabriella Cilmi, George Astasio, Jason Pebworth, Jonathan Shave                                                                                     |
| 2010 | Gabriella Cilmi      | Ten                                 | "Sucker for Love"                      | Gabriella Cilmi, George Astasio, Jason Pebworth, Jonathan Shave                                                                                     |
| 2010 | Olly Murs            | Olly Murs                           | "Love Shine Down" (featuring Jessie J) | Oliver Murs, Edward Christopher Sheeran, George Astasio, Jason Pebworth, Jonathan Shave                                                             |
| 2013 | To Kill a King       | Cannibals with Cutlery              | "Choices"                              | Ralph Pelleymounter |
| 2014 | Dan Croll            | Sweet Disarray                      | "Wanna Know"                           | Daniel Croll, George Astasio, Jason Pebworth, Jonathan Shave                                                                                        |
| 2014 | Rag'n'Bone Man       | Wolves EP                           | "Lay My Body Down"                     | Rory Graham, Mark Crew, Daniel Priddy |
| 2015 | Foxes                | All I Need                          | "Better Love"                          | Louise Rose Allen, Jonathan Harris |
| 2016 | Chris Stylez         | Who Is EP                           | "Who Is"                               | Christopher Allen |
| 2016 | Chris Stylez         | Who Is EP                           | "Night Shift"                          | Christopher Allen |
| 2016 | Banners              | Non-album single                    | "Half Light"                           | Justin Parker |
| 2017 | Rag'n'Bone Man       | Human                               | "Your Way or the Rope"                 | Rory Graham, Jamie Lidderdale, Mark Crew, Lindsey Rome                                                                                              |
| 2017 | Chris Stylez         | Non-album single                    | "The Gospel"                           | Christopher Allen, Michael Donaldson |
| 2017 | Rationale            | Rationale                           | "Into the Blue"                        | Tinashe Fazakerley, Emily Schwartz, Mark Crew, Daniel Priddy                                                                                        |
| 2018 | Kara Marni           | Love Just Ain't Enough EP           | "Curve"                                | Antonia Karamarni, Talay Riley, George Astasio, Jason Pebworth, Jonathan Shave, Michael Shapiro, Harry Middlebrooks Jr., James Cobb Jr., Buddy Buie |
| 2018 | James Arthur         | Non-album single                    | "At My Weakest"                        | James Arthur, Mark Crew |
| 2018 | Kara Marni           | Non-album single                    | "Move"                                 | Antonia Karamarni, Jessica Karpov, George Astasio, Jason Pebworth, Jonathan Shave                                                                   |
| 2019 | Gryffin              | Gravity                             | "Hurt People" (with Aloe Blacc)        | Daniel Griffith, Corey Saunders, Matthew Holmes, Philip Leigh                                                                                       |
| 2019 | The Modern Strangers | Visions EP                          | "Visions"                              | Maxwell Davenport, Archibald Davenport, George Astasio, Jason Pebworth, Jonathan Shave                                                              |
| 2019 | Moss Kena            | Non-album single                    | "Begging"                              | Moss Kena, Mark Crew, Daniel Priddy |
| 2020 | Tom Grennan          | ASA                                 | "This Is The Place"                    | Tom Grennan, Elizabeth Blanchard, Richard Boardman, Daniel Boyle, David Straaf                                                                      |
| 2020 | Love Fame Tragedy    | Five Songs To Briefly Fill The Void | "Multiply" (with Jack River)           | Mark Crew, Matthew Murphy |
| 2020 | Cailin Russo         | The Drama                           | "Sicko"                                | Cailin Russo, George Astasio, Miranda Cooper, Jason Pebworth, Jon Shave                                                                             |